# 2822 Sacajawea
A 2822 Sacajawea (ideiglenes jelöléssel 1980 EG) a Naprendszer kisbolygóövében található aszteroida. Edward L. G. Bowell fedezte fel 1980. március 14-én.